# ハワヨ・タカタ
ハワヨ・タカタ（高田ハワヨ、1900年12月24日 - 1980年12月11日）はハワイのホノルルで生まれた日系アメリカ人であり、レイキを西洋社会に紹介した人物である。
彼女は日系二世として日本とアメリカの言語と文化に通じていたため、西洋に日本のレイキを伝えるという役割に適しており業績は広く認められている。しかしながらタカタはレイキを彼女の影響下に於て、「フランチャイズ」的に守ろうとしたとしてレイキ界では今なお論争が続いている。。

## 人生
タカタは日本生まれの両親の下に生まれ、カウアイ島の彼女の父が働く砂糖きび農園で育った。彼女は学校を小学2,3年でやめ、農園で働くようになったが、年齢と共にさらに働かなくてはいけなくなり、家政婦として働くようになった。
1917年3月10日、彼女が働いていた砂糖きび農園に帳簿係として雇われていたサイチ・タカタと結婚。1930年10月東京でサイチは肺ガンの治療中に34歳で亡くなったが、この時タカタ夫妻には2人の娘がいた。彼女は家族を養うために忙しく働いたが、そのため肺及び胃腸の様々な病気になり、神経衰弱から重いうつ病にもなり苦しむことになった。
この後すぐに彼女の姉妹の1人が亡くなり、タカタは両親にそのことを伝えることと、自分の病気の治療先を探す目的で義妹と蒸気船で日本に向かった。両親を訪ねた後、彼女は東京の病院に行き、癌や胆石等のために命にかかわる状況であると診断された。彼女はまず数週間かけて肺気腫から回復した後、虫垂炎等の胃腸の手術のために入院することになった。
手術が始まる直前の手術台の上で、タカタは「手術の必要は無い、手術の必要は無い。」と言う声を聞いたが、それは今までに聞いたことの無い声だった。それがどういう意味なのか不思議に思ったが、メッセージは3度目にはさらに大きな声で繰り返された。彼女は自分は意識は明瞭で、そんな声のことなど考えたこともなかった、と理解していた。それは不思議なことではあったが、医者に尋ねに行こうと決心させる力があった。彼女は手術台を降り、シーツで身をくるんで医者に話をしに行った。
タカタは手術医の長に手術を必要としない代替療法があるかと尋ね、皇居近くで診療をしている林忠次郎の診療所の連絡先を教えてもらった。林は後にレイキの「グランドマスター」とされた人物である。林の治療によりタカタは毎日手当てを受け、目に見えて回復していった。4ヶ月後、彼女は完全に治癒した。この結果、彼女は日本のものであり日本のみにあるべきだと言われていたレイキを学びたいと望むようになった。レイキは日本国外の人間には教えられないとされていたが、タカタは病院の手術医と話し、この医師がタカタがレイキを学ぶことを許すように林を説得した。林は自分の妻以外の女性にレイキを教えたいと考えていたこともあり、タカタがとても熱心であったため、彼女に教えることを決めた。彼女は林の下で1年間働いた後、セカンドディグリーを受けた。
1937年健康になったタカタはレイキの開業準備にハワイに戻り、すぐに診療所は軌道に乗った。林は自分の施術技術を広めるためハワイを訪れた際に、彼の娘と共にタカタを訪ねた。1938年の冬、タカタは林から神秘伝（師範として他人にレイキを伝授できる）の伝授を受けた13番目の、そして最後の1人となった。
タカタは夢に林が現われたと言い、1940年第2次世界大戦が迫っていた東京に戻った。そこで林はタカタの実績を評価して自分の後継者とした。林は日本海軍の予備役将校であり軍に復帰するように求められていたが、仏教徒であり平和主義者として多くの血が流される戦争に加担するよりはと切腹したとも伝えられている。
タカタはハワイに戻ってから30年間レイキを教えたが、1970年まではファーストとセカンドディグリーのみを伝授した。彼女は多くのレイキのプラクティショナー（開業者）を養成したが、マスターは育てようとしなかった。
1970年以降、亡くなる1980年までの間にタカタはレイキのサードディグリーを伝授し、22人にマスターを伝授した。彼女はマスター伝授の指導に10,000USドルを科したため、レイキマスターを富裕層のためのエリートクラブにした、と非難された。林は妥当な「エネルギーの交換」だと弁明して、林に言われたとする、治療のためにお金を支払わない者は良くなろうとする動機を持てない、という趣旨の言葉を引き合いに出した。
彼女の残したものは今は様々な形で混在している。確かに西洋社会において人生でレイキの恩恵を受けている人々は、彼女が西洋にレイキをもたらしたことに感謝している。しかし過去10年の間に日本に渡って独自に調査した人々は、レイキの創始者であり林への伝授者である臼井甕男が言われているような「継承者」とは違うということ、また「グランドマスター」という地位に彼自身が不満であったということを発見している。彼は数名にマスターを伝授をし、林忠次郎もその1人であったが、彼らは全員平等であったのは明らかである。誰も他のマスターより上の地位にはなかった。臼井はレイキの指導を続けるための組織（臼井靈氣療法学会）を設立したが、グランドマスターシステムは作らなかった。
タカタはレイキのプラクティショナーにはリーダーは1人であるべきと主張し、彼女が後継者を指名しなかったため、それが何十年もの間のレイキ界内の不協和の原因となり、伝統派と非伝統派が分かれるに至った。